# 连云港市第二人民医院
连云港市第二人民医院、连云港市肿瘤医院连云港市第二红会医院，是中国江苏省的一所医院，为三级甲等医院，位于连云港市海州幸福路南首。

## 规模
连云港市第二人民医院总床位401张，日门诊量567人次。